# 立教女学院中学校・高等学校
立教女学院中学校・高等学校（りっきょうじょがくいんちゅうがっこう・こうとうがっこう、英: St.Margaret's Junior & Senior High School）は、東京都杉並区久我山四丁目に所在し、中高一貫教育を提供する私立女子中学校・高等学校。立教大学への推薦入学制度がある。

## 概要
1877年（明治10年）、英国国教会（イングランド国教会）の流れを汲む米国聖公会の宣教師チャニング・ウィリアムズとその協力者であるクレメント・T・ブランシェ長老により、日本の女子の教育機関のさきがけとして、現在の文京区湯島に設立された立教女学校を前身とする伝統校である。日本聖公会系のミッションスクール。
創立以来、神の前で主体的に、自由に生きることを教育理念として、キリスト教に基づく女子教育を行っている。英語名の "St.Margaret's School" は11世紀のスコットランドの王妃・聖マーガレットに由来する。
閑静な住宅街の中に位置し、四季折々の草花に木々が彩る緑豊かな自然と、歴史と伝統ある校舎群が織りなす環境は、洗練された美しさと清楚な雰囲気があり、豊饒な学びの場を作り出している。スパニッシュコロニアル様式の高等学校校舎と講堂は、1930年（昭和5年）に竣工。ロマネスク様式の聖マーガレット礼拝堂は、1932年（昭和7年）に竣工し、杉並区指定の有形文化財となっている。いずれの建物も聖路加国際病院のチャペルや立教大学のいくつかの建物なども手掛けたバーガミニーが設計した建造物である。
制服は創立以来なく、自由服であるが、一定のドレスコードに基づき、生徒が自分で選ぶスタイルとなっている。
創立者が同じである学校法人立教学院とは別法人であるが、基本的な信条を同じにしており、連携が行われている。2021年度、高校3年生より、卒業論文を提出するなどの要件を満たす者は、受入総数151名で、立教大学に推薦入学することができる。2006年度入学の高等学校1年生から2年生進級時に理系・文系・文系（立教大学推薦）の3つのコースに分かれ、立教大学以外の大学受験にも対応した指導を行っている。
2020年から高等学校校舎、講堂、聖マーガレット礼拝堂など、大規模改修工事を開始。改修にあたり、内外観の保存を原則として、建て替えするのではなく、これまで愛されてきた古い建造物を活かす工事が行われた。最新の学習環境も同時に取り入れ、WiFiなどのICT環境整備や各教室へのディスプレーやプロジェクター設置に加えて、スクリーンを3方向に5面配置したマルチメディアルームなどの新設を行い、2021年秋に工事が完了した。改修を終えて、アクティブラーニングも可能な充実した環境となっている。また、2022年4月に、中高供用のラーニングセンターが開設される。

## 沿革

### 略歴
1877年（明治10年）、英国国教会（イングランド国教会）を始祖とする米国聖公会の宣教師チャニング・ウィリアムズとその協力者であるクレメント・T・ブランシェ長老により、湯島天神町（現：文京区湯島2・3丁目）に立教女学校が設立される。初代校長のブランシェ夫人 (Annie M. Blanchet) の働きを来日したばかりのミス・フローレンス・ピットマンが支え、2代目校長を務め、立教女学院の創生期を形作る。ピットマンは来日以来、熱心に日本語を習って、生徒に英語を教えた。
1879年（明治12年）に築地に移り、翌1880年（明治13年）に小宮珠子が教員となる。1882年（明治15年）3月には、ミス・サラ・リデック (Sarah L. Riddick) がピットマンのアシスタントとして日本へ派遣され、5月16日には、ピットマンはジェームズ・ガーディナー（立教学校初代校長・建築家）と結婚した。翌6月には、立教女学校の全責任はガーディナー夫妻の手に委ねられ、ガーディナー夫妻が住む築地居留地26番の住居の2部屋が女学校の教室として使用されることになったが、ピットマンは立教女学校のほぼ最初から学校運営に携わった。
1883年（明治16年）には、アメリカから学校を卒業したばかりの米国聖公会宣教師のミス・エマ・フルベッキ（グイド・フルベッキの二女）が来日し、20歳になったその年の春から英語と音楽を教える。この年、立教女学校の生徒数は35名となり、50人の生徒を収容できる新校舎の建設が進められた。
1884年（明治17年）には、ジェームズ・ガーディナーの設計で築地居留地内26番に新校舎が完成。校舎は洋風三階建ての美しい建物で、居留地内でも評判の建物であったといわれている。立教女学校は新校舎とともに校則教則も整えられ、ミス・サラ・リデックが校長となる。
1890年（明治23年）には、国粋主義が広がり始め、欧化主義への反動的な時代風潮もあったことから、聖公会の教育者、清水友輔を校長として学校を日本人の手に委ねることとなる。
1899年（明治32年）に、私立立教女学校と改称し、ジョサイア・コンドルの設計で築地居留地38番に新校舎が完成する。1907年（明治40年）、ミス・キャロライン・ヘイウッドが英語教師となる。
1923年（大正12年）の関東大震災により立教女学校を含む築地の洋館はすべて焼失し、翌年にヘイウッドの尽力により、現校地の東京都杉並区久我山に移転する。ヘイウッドは、J.V.W.バーガミニーが設計した1930年（昭和5年）の新校舎建設や1932年（昭和7年）の聖マーガレット礼拝堂の建設にも努めた。
1945年（昭和20年）春以降に起きた連合国軍による空襲を免れたのは、1941年（昭和16年）の本国政府からの帰国指示によってアメリカに帰国したヘイウッドが、空襲の対象とならないよう尽力したためといわれている。
1947年（昭和22年）、学制改革により学校法人立教女学院を設立し、翌1948年（昭和23年）に新制立教女学院高等学校を設立した。

### 年表
- 1859年（安政6年） 米国聖公会の宣教師チャニング・ウィリアムズが、日本伝道のため長崎に上陸。（日本最初のプロテスタント宣教師）
- 1873年（明治6年）イリノイ州のクレメント・T・ブランシェ (Clement T. Blanchet) が日本へ派遣する宣教師に任命される[5]。
- 1877年（明治10年）
  - 4月 クレメント・T・ブランシェと婦人同盟宣教師会 (the Woman's Union Missionary Society) のミス・アニー・M・モルトビー (Annie M. Maltby) が横浜で結婚する[注釈 3]。
  - 5月11日 バージニア州シャーロッツビルのミス・フローレンス・ピットマンが米国聖公会の教師に任命される[5]。
  - 6月 ウィリアムズが、ブランシェ夫妻と共に、現在の文京区湯島に立教女学校を設立する[注釈 4][注釈 5]。
  - 11月 フローレンス・ピットマンが東京に到着し[5]、初代校長のブランシェ夫人 (Annie M. Blanchet) を支え、2代目校長を務める。
- 1878年（明治11年） 現在の千代田区神田淡路町に移転。
- 1879年（明治12年）12月 現在の中央区築地に移転。
- 1880年（明治13年）1月 小宮珠子が舎監[注釈 6]兼教員となる[注釈 7]。
- 1881年（明治14年）
  - 10月11日 米国聖公会外国委員会は、ノースカロライナ州ルイストン (Lewiston) のミス・サラ・リディック (Sarah L. Riddick) を教師に任命し、立教女学校でのピットマンのアシスタントとして派遣を決定[5]。
  - 12月13日 ミス・リディックの任命が理事会によって承認[5]。
- 1882年（明治15年）
  - 3月 ミス・リディックが日本に向けて出航[5]。
  - 5月16日 ミス・ピットマンがジェームズ・ガーディナーと東京で結婚する[注釈 8]。
  - 6月 築地居留地26番のガーディナー夫妻住居の2部屋を教室として使用。
- 1883年（明治16年）
  - 2月2日 米国聖公会宣教師ミス・エマ・フルベッキ（グイド・フルベッキの二女）が来日し、20歳になったその年の春から英語と音楽の教師となる。
  - 6月 エマ・フルベッキが立教学校（現：立教大学）でも英語を教える。
  - この年、立教女学校の生徒数は35名となり[6]、50人の生徒を収容できる新校舎の建設が進められた[5]。
- 1884年（明治17年）
  - 2月12日 ニューヨーク州ナイアック (Nyack) のミス・エマ・ウィリアムソン (Emma Williamson) が立教女学校の教師に任命[5]。
  - 3月 ジェームズ・ガーディナー（立教学校初代校長・建築家）の設計で築地居留地内26番に新校舎が竣工。校則教則も整えられ、ミス・サラ・リデックが校長となる。
  - 5月2日 ミス・ウィリアムソンが東京に到着[注釈 9][5]。
- 1886年（明治19年） 林歌子が教員となる。
- 1887年（明治20年） この年、生徒数は57名となり、より多くの部屋を必要とし、教師の補充が強く求められた[5]。
- 1889年（明治22年）
  - 2月12日 ケンタッキー州コビントンのミス・レベッカ・フォード・ヒース (Rebecca Ford Heath) が立教女学校の教師に任命。同時に東京で女子への聖書指導を担当するニューオリンズのミス・ジョージアナ・スートン (Georgiana Suthon) が任命。一行は4月6日に出航[5]。
  - 4月23日 ミス・ヒースとミス・ストーンが東京に到着[5]。
  - 5月9日 ミス・サラ・リディックが、アメリカ人のトーマス・R・ホワイト (Thomas R. White) と東京で結婚式を挙げる。ミス・リディックは7年近く立教女学校の校長を務め、優れた能力で成功を収めて校長としての職務を果たした。ホワイト夫妻は6月7日に米国に向けて出航[5]。
- 1890年（明治23年） 聖公会の教育者、清水友輔が校長に就任。石井亮一（滝乃川学園創設者）が教頭に就任[注釈 2][10]。
- 1899年（明治32年）
  - 文部省に女学校設立願を提出。私立立教女学校と改称。ジョサイア・コンドルの設計で築地居留地38番に新校舎・寄宿舎完成[11][注釈 10]。
  - 1月 本田増次郎が校長に就任。校長在任は1902年（明治35年）7月まで。その間、東京高等師範学校（現：筑波大学）教授、東京外国語学校（現：東京外国語大学）教授などを兼務[13][14]
- 1902年（明治35年）
  - 小林彦五郎が校長に就任。
  - 学則を変更。米国ミッションから、財政上ほぼ独立する。
  - 2月 エリザベス・フィリップス・ヒュースが参観[15]。
  - 3月 ヒュース女史が講演を行う[15]。
- 1907年（明治40年） 創立30年祝賀式挙行。キャロライン・ヘイウッドが英語教師となる[7]。
- 1908年（明治41年） 高等女学校認可を申請。私立立教高等女学校と改称。
- 1911年（明治44年） 新校舎第一次工事竣工。（米国婦人ミッション50周年記念事業の献金による。）
- 1912年（大正元年） 第二次工事完成。（25教室、講堂、体育館、寄宿舎、テニスコート等）
- 1918年（大正7年）3月26日 渋沢栄一が第10回立教高等女学校卒業式に来賓として出席し、訓話演説を行う[4]。
- 1923年（大正12年） 関東大震災により築地の校舎が焼失。立教大学（東京都豊島区池袋）に学校事務所を設け、滝乃川学園の校舎にて授業再開。
- 1924年（大正13年） 副校長ヘイウッド女史の尽力により、現在地の東京都杉並区久我山に木造仮校舎を建設し、移転する[16]。
- 1927年（昭和2年） 木造礼拝堂完成。（現在は軽井沢キャンプ場に移築。）
- 1930年（昭和5年） J・V・W・バーガミニーの設計による新校舎（現在の高等学校校舎）および講堂が完成。校舎落成式および創立50周年祝賀式を挙行。
- 1932年（昭和7年） バーガミニー設計の聖マーガレット礼拝堂完成。（米国聖公会婦人補助会からの献金による。）
- 1935年（昭和10年） チャールズ・ライフスナイダー（立教学院理事長、立教大学総長）が学長に就任[17]。
- 1936年（昭和11年） 体育館、新寄宿舎竣工。
- 1941年（昭和16年） 日米関係が悪化し、本国政府により米英人教員の帰国が指示される中、ヘイウッド女史が惜しまれながら日本を離れる。
- 1947年（昭和22年） 学制改革により学校法人立教女学院を設立し、立教女学院小学校、立教女学院中学校を併設。
- 1948年（昭和23年） 新制立教女学院高等学校を設立。
- 1952年（昭和27年） 軽井沢キャンプ場完成。
- 1977年（昭和52年） 立教女学院創立100周年記念式典を挙行。『立教女学院百年小史』発刊。
- 1978年（昭和53年） 『立教女学院百年史資料集』発刊。
- 1985年（昭和60年） マーガレットホール完成。
- 1986年（昭和61年） 旧牧師館に立教女学院キリスト教センター開設。
- 1998年（平成10年） 聖マーガレット礼拝堂に新パイプオルガン設置。
- 1999年（平成11年） 高等学校からの生徒募集を停止。
- 2000年（平成12年） 新聖マリア礼拝堂・マキムホール完成。
- 2001年（平成13年） 中学校新校舎完成。
- 2011年（平成23年） 旧牧師館跡地に2階建てのキリスト教センター完成。
- 2012年（平成24年） 『聖マーガレット礼拝堂』発刊。
- 2014年（平成26年） 総合体育館2014完成。
- 2020年（令和2年）
  - 6月26日 学校法人立教学院と学校法人立教女学院相互協力・連携協定を締結。
  - 聖マーガレット礼拝堂の改修工事完了。
- 2021年（令和3年）
  - 講堂の改修工事完了。
  - 10月 高等学校校舎の改修工事完了。
  - 11月 マーガレットホール3F改修工事完了。

## 校則
創立以来制服はない。ただし、スカートの着用が義務付けられている。服も私服を着る者は皆無に近く、皆なんちゃって制服（個々人が組み合わせた、見た目が制服のような衣類）を着るのが伝統となっている。また、ノースリーブ、胸元の大きく開いた服またはそのような着方は禁止されている。中学生はパーマ、脱色などは認められないが、高校生のみパーマをかけることができる。化粧は中高ともに禁止。脚に関してもかかとの高い靴やスニーカーソックスは禁じられている。また、校章着用が義務付けられている。指定鞄持参も義務づけられていたが、2021年からはリュックでの登校も可能となった。
長らく携帯電話の持ち込みが禁止とされ、違反が発覚した際には面談や立教大学の推薦取り消しといった措置がなされていたが、2019年度より持ち込みのみ可能となった。

## 入学試験
中学入試のみである。帰国生入試が12月下旬に、一般入試が毎年度2月1日（2月1日が日曜日の年度は2月2日）に行われ、ともに4教科の学力筆記試験と面接試験もある。2006年度より一般入試では募集人員が90名から110名に増加し、学力筆記試験と同日に行われていた面接試験は別日程で1月下旬となり、保護者同伴形式に変更された。
試験当日に教室で生徒が学校を紹介して心をほぐす「トーク」が恒例である。
立教女学院小学校の卒業生約72名のうちほぼ全員が立教女学院中学校に進学する。
なお、一時期、高校からの生徒募集も行っていたが、1999年を以て停止している。

## 推薦制度
卒業論文を提出するなどの要件を満たす者は、生徒全員分に相当する受入総数201名で、立教大学に推薦入学することができる。

## 学校行事
- 4月 イースター礼拝
- 5月 昇天日礼拝
- 9月 体育祭
- 10月 マーガレット祭（文化祭）
- 12月 クリスマス礼拝
- 2月 聖書レポート提出
- 3月 合唱交歓会

## 交通
- 三鷹台駅 徒歩2分
- 西荻窪駅または荻窪駅より関東バス荻40「立教女学院」バス停留所下車。

## 主な出身者
学術・経済
- 田中未来（保育学者、田中王堂の長女）
- 大原祐子（カナダ史学者）
- 清水禮子（哲学者）
- 名執雅子（法務官僚、女性初の法務省矯正局長）
- 東野篤子（国際政治学者）
- 中村千恵子（銀座十字屋代表取締役会長）
- 吉田晴乃（イギリスの電気通信事業者・BTグループの元日本法人代表取締役社長）
- 堀由紀子（新江ノ島水族館名誉館長、世界淡水魚園水族館名誉館長）

芸術・文化
- 東郷たまみ（洋画家、歌手、東郷青児の長女）
- 縫田曄子（ジャーナリスト）
- 武田花（写真家）
- 山形由美（フルート奏者）
- 前橋汀子（ヴァイオリニスト）※ 練馬区立石神井中学校に転校
- 下條ユリ（画家）
- 長谷川秋子（俳人）
- 額田やえ子（英語翻訳家、吹き替え字幕翻訳家）
- 岸田衿子（詩人、童話作家）
- 村山由佳（作家）
- 酒井順子（エッセイスト）
- 石田美也（歌手、音楽プロデューサー）
- 松本彩夏（テレビプロデューサー、演出家）
- 河合真理（料理研究家、フード・コンサルタント）
- 星野博美（写真家、作家）

芸能
- 繪島千歌子（女優）
- 水島早苗（ジャズボーカリスト）
- 星美智子（女優）
- 大路三千緒（女優）
- 楠侑子（女優）
- 野際陽子（女優、元NHKアナウンサー）
- 沢阿由美（女優）
- 弓恵子（女優）
- 本間千代子（歌手、女優）
- 市毛良枝（女優）
- 鮎川いずみ（元女優、実業家）
- 松任谷由実（シンガーソングライター）
- 坪田直子（女優）
- 香瑠鼓（振付師）
- 彩恵津子（歌手）
- 乾貴美子（タレント）
- 川路真瑳（バレエダンサー、バレエ指導者）※ 小学校～中学校のみ
- KOKIA（シンガーソングライター）※ 小学校〜中学校のみ
- 野波麻帆（女優）※ 芸能活動のため、高校1年生の2学期から堀越高等学校へ転校
- 扇愛奈（ロックシンガーソングライター）※ 小学校～中学校のみ
- シシド・カフカ（歌手） ※ 小学校～中学校のみ[19]
- 小林未沙（声優・ナレーター）
- さくらさくらこ（歌手・タレント）
- 難波小百合（女優、リングアナウンサー）
- 平田こころ（女優）
- ヒナ（LIGHTSUM、女性アイドル）※ 高校中退
- 和田明日香（タレント、モデル、食育インストラクター、美容料理研究家）

放送
- 松本ともこ（フリーアナウンサー）
- 中村江里子（フリーアナウンサー）
- 宮崎総子（アナウンサー）
- 奥村奈津美（フリーアナウンサー）
- 今井日奈子（アナウンサー）
- 内田有紗（フリーアナウンサー）
- 大慈弥レイ（フリーアナウンサー）
- 西尾優希（アナウンサー）
- 海渡未来（アナウンサー）
- 青木まな（CBCテレビ社員、元アナウンサー）
- 小栗泉（日本テレビ報道局専門局次長・解説委員、元ニュースキャスター）